# Малые Турнали
Ма́лые Турнали́ (тат. Кече Төрнәле) — деревня в Арском районе Республики Татарстан, в составе Урнякского сельского поселения.

## Этимология названия
Топоним произошел от татарского слова «кече» (малый) и ойконима «Төрнәле» (Турнали). В дореволюционных источниках упоминается также под названием Починок Турнули.

## География
Деревня находится на реке Казанка, в 15 км к северо-востоку от районного центра, города Арска.

## История
Деревня основана в XVII века.
В XVIII – первой половине XIX века жители относились к сословию государственных крестьян. Основные занятия жителей в этот период – земледелие и скотоводство.
В начале XX века земельный надел сельской общины составлял 307,9 десятины.
В 1930 году в деревне организован колхоз «Яна тормыш».
До 1920 года деревня входила в Кармышскую волость Казанского уезда Казанской губернии. С 1920 года в составе Арского кантона ТАССР. С 10 августа 1930 года в Арском районе.

## Население
| 1782 | 1859 | 1897 | 1908 | 1920 | 1938 | 1949 | 1958 | 1970 | 1979 | 1989 | 2002 | 2010 | 2015 |
| ---- | ---- | ---- | ---- | ---- | ---- | ---- | ---- | ---- | ---- | ---- | ---- | ---- | ---- |
| 20   | 51   | 137  | 106  | 192  | 233  | 238  | 200  | 161  | 108  | 97   | 86   | 74   | 74   |

Национальный состав деревни: татары.

## Экономика
Жители занимаются полеводством, мясным скотоводством.

## Объекты культуры
В деревне действует клуб.